# بولیاکوو
بولیاکوو (انگلیسی: Bulyakovo) یک شهرک در شهرستان چکماگوشفسکی استان باشقیرستان کشور روسیه است.